# Scherenzee
De Scherenzee (Fins: Saaristomeri, Zweeds: Skärgårdshavet) is een deel van de Oostzee tussen de Botnische Golf en de Finse Golf, binnen de Finse territoriale wateren. De Scherenzee ligt tussen het hoofdeiland van Åland in het westen en het vasteland van Finland in het oosten.
Ongeveer 60% van het gebied behoort tot Åland, een autonome regio binnen Finland; het overige deel behoort tot de Finse regio Varsinais-Suomi.
Een groot deel van het gebied wordt beschermd in het Nationaal park Archipel.

## Eilanden
Volgens sommige definities bevindt zich in deze zee de grootste archipel in de wereld qua aantal eilanden, hoewel het moeilijk is in te schatten hoeveel het er zijn, omdat de meerderheid slechts bestaat uit scheren, kleine rotsen en klippen. Ook verandert het aantal steeds doordat het land langzaam omhoog komt (de postglaciale stijging) waardoor nieuwe eilanden boven water komen en andere eilanden met elkaar vergroeien. Schattingen lopen uiteen van 20 tot 50 duizend eilanden.
De grotere eilanden zijn bewoond en worden verbonden door veerboten, bruggen en dammen. Er leven zo'n 33.000 mensen op de eilanden.

kaart van de Scherenzee
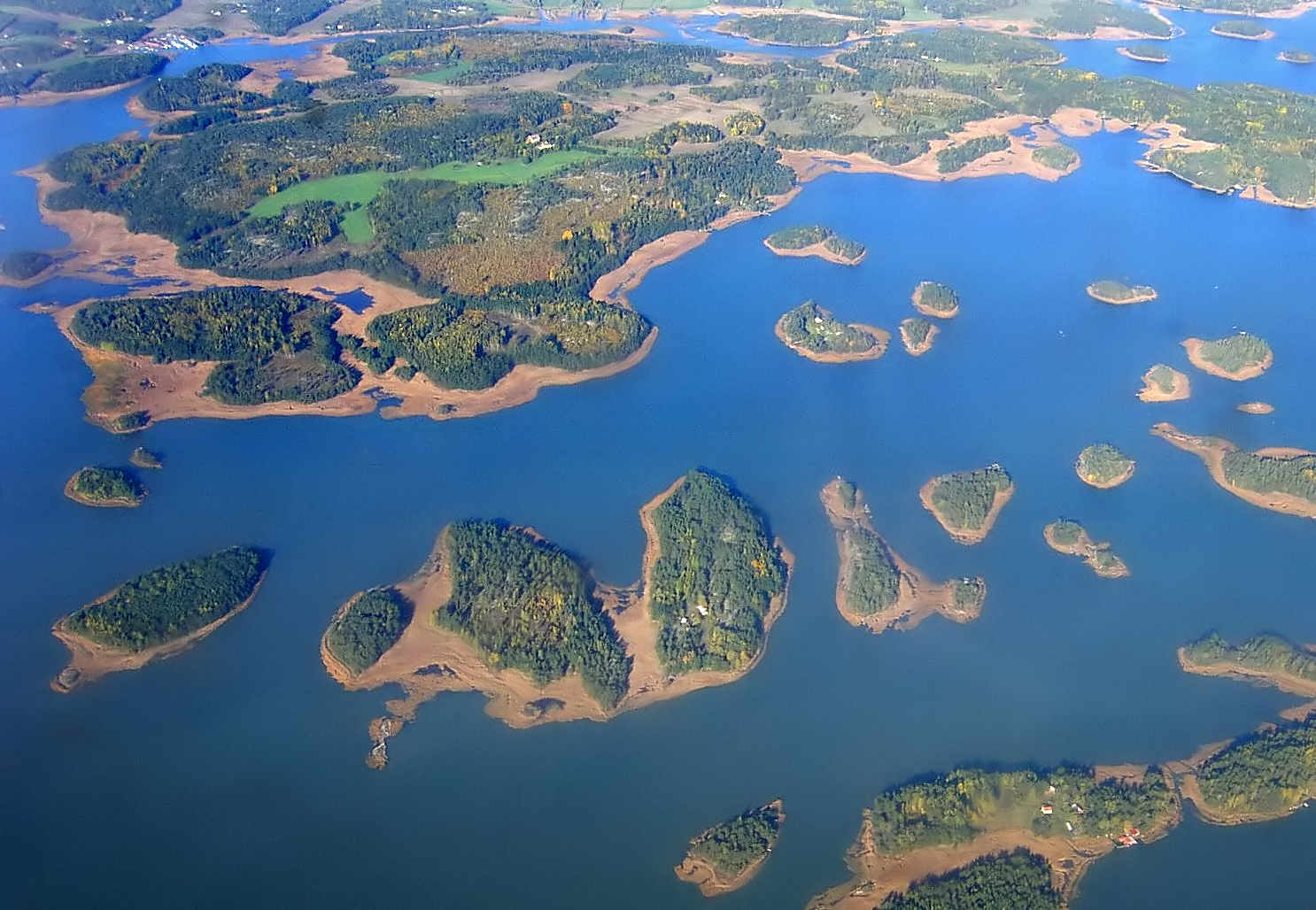
Luchtfoto van enkele scheren in de omgeving van Turku.

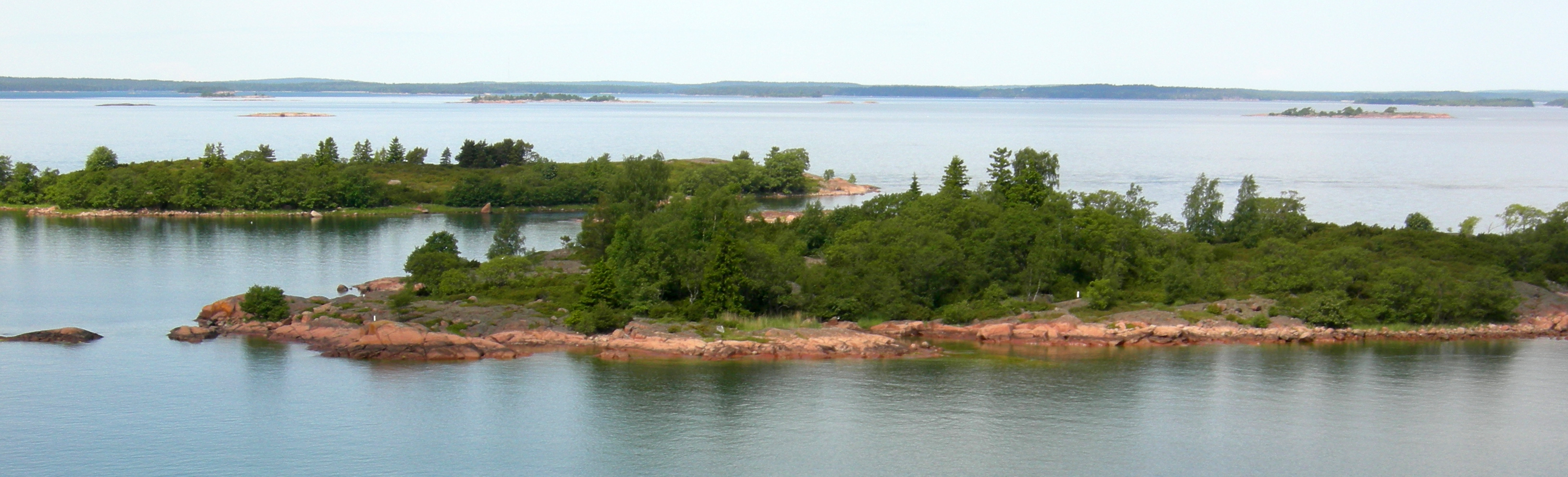
Typisch beeld van scheren in de Archipelzee